# Mascolinismo

Un simbolo associato ai movimenti maschili egualitari

Il mascolinismo (o mascolismo) è un insieme polisemico di ideologie e movimenti politici, culturali ed economici che mirano ad analizzare la «costruzione maschile dell'identità e i problemi degli uomini rispetto al genere».
Alcuni autori lo considerano analogo al femminismo, poiché cercherebbe l'uguaglianza con le donne, ma dal punto di vista maschile. Pertanto, questo termine può essere usato in diverse aree per riferirsi alla difesa dei diritti e dei bisogni degli uomini, l'adesione o la promozione delle opinioni, i valori e gli atteggiamenti considerati tipici degli uomini.
Secondo altre prospettive, il mascolinismo viene definito come una forma particolare di antifemminismo e un approccio che si concentra sulla presunta superiorità maschile, l'esclusione delle donne e la loro sottomissione, ossia una filosofia con collegamenti al pensiero patriarcale.

## Storia
La prima risposta al femminismo venne dallo scrittore e filosofo britannico Ernest Belfort Bax - considerato il primo antifemminista - che nel 1908 scrisse The Legal Subjection of Men in risposta al saggio del 1869 di John Stuart Mill intitolato The Subjection of Women focalizzandosi su come, secondo l'autore, le leggi della sua epoca andassero a favore delle donne a discapito degli uomini.
Più tardi, Bax, aderente al pensiero socialdemocratico della fine del diciannovesimo secolo e inizio del ventesimo secolo, pubblicò The Fraud of Feminism (1913), in cui descriveva gli effetti negativi del femminismo in capitoli separati dai titoli quali The Anti-Man Crusade e The False Chivalry in cui si difendeva inoltre l'opposizione a ogni forma di voto per le donne in quanto avrebbero danneggiato gli uomini e sbilanciato il potere maschile all'interno della società.
L'opera fu considerato uno dei classici testi della corrente contraria al suffragio femminile e venne usato come riferimento per giustificare la presunta inferiorità delle donne.
Un altro testo che espone il punto di vista mascolinista su diversi argomenti è In Defense of Women di Henry Louis Mencken, pubblicato nel 1917. Il libro, cinico sin dal titolo, afferma in tono umoristico come le donne sarebbero maggiormente logiche e calcolatrici e sfrutterebbero l'emotività e il romanticismo degli uomini al fine di ingannarli e conseguire vantaggi materiali concludendo che il patriarcato è il miglior sistema possibile e che le donne dovrebbero accettarlo ed esserne grate.
Nel ventesimo secolo, il mascolinismo si sviluppò in risposta al cambiamento di atteggiamento e funzione delle donne, che cominciarono a chiedere un trattamento equo ed egualitario, confrontandosi con la visione androcentrica che prevaleva fino a quel momento, e tornò alla ribalta negli anni settanta ed ottanta.
Tuttavia, il mascolinismo non era semplicemente una risposta al femminismo, perché, sebbene alcune idee siano emerse dopo aver affrontato questioni femministe, ci sono state altre questioni, come l'educazione dei figli ed il servizio militare, che possono essere classificate come problematiche a sé stanti senza legami con le questioni femministe.
La prima tematica fu affrontata da Charles V. Metz, che nel 1968 pubblicò Divorce and Custody for Men, testo in cui attaccava il diritto di famiglia per le donne ed il femminismo e sosteneva il ritorno di ruoli sociali più tradizionali per uomini e donne, contestualizzando la sua opinione della necessità di tornare ai ruoli di genere tradizionali nella società e nella casa opponendosi al concetto di divorzio che favorirebbe le donne minando il potere maschile nella società.
Questa pubblicazione verrà presa a sostegno da Ruben Kidd e George Partis, che nel 1960 avevano fondato la prima organizzazione formale circoscritta alla difesa dei diritti dei padri separati, denominata Divorce Racket Busters.
Più tardi, sarebbe stato Richard Doyle, dopo aver pubblicato The Rape of the Male nel 1976, a guidare questo nascente movimento verso l'unificazione delle sue proposte, affrontando problematiche a più ampio spettro rispetto a quello realizzato da Metz.
Il mascolinismo nel tempo ha guadagnato popolarità, con il supporto di una particolare interpretazione del discorso dell'autrice femminista Doris Lessing, che ha chiesto che gli uomini smettessero di essere insultati.
Altri autori come Warren Farrell si allontanarono dagli ideali femministi ed incorporarono la visione mascolinista all'interno delle questioni di genere arrivando ad affermare, come nel caso di Farrell, che non sia mai esistito un vero potere maschile sulle donne né un patriarcato ma che, al contrario, gli uomini siano sempre stati le vittime nei rapporti di genere.

## Attivismo mascolinista

### Contrasto a doppia morale e doppio standard
Nel 2014 il collettivo mascolinista ManKind condusse un esperimento per le strade di Londra per denunciare la doppia morale nel giudicare la violenza di genere a seconda che la persona che aggredisce qualcuno sia un uomo o una donna.
Il canale americano ABC ha realizzato nel 2006 un documentario intitolato Turning the Tables: How Do People React When There's Abuse in Public, But the Gender Roles Are Reversed, analizzando il modo in cui le persone hanno reagito quando una donna ha aggredito un uomo.
Questo documentario è stato premiato per l'accuratezza in qualità di reportage giornalistico.
Una delle osservazioni mascoliniste è che se la vittima è un uomo e l'aggressore una donna, la società minimizza la sofferenza dell'uomo, considerandola banale.
Questa situazione dal punto di vista mascolinista fa sì che i casi di uomini maltrattati dalle donne siano in alcuni casi messi a tacere o in altri casi sia messa in discussione la "virilità" dell'uomo vittima.
Attivisti mascolinisti hanno indagato o denunciato i motivi per cui la violenza contro gli uomini è considerata un tabù sociale ed essa viene ignorata, minimizzata o presa meno seriamente della violenza contro le donne, se non addirittura ridicolizzata.
Un esempio di queste casistiche è stata la polemica scaturita dalla frase I ragazzi sono stupidi, lancia dei sassi contro di loro!  stampata su delle t-shirt e denunciata dall'attivista Glenn Sacks.
Alcuni ricercatori ritengono che la violenza contro gli uomini sia un serio problema sociale; secondo alcuni studi, gli uomini costituiscono il 50% delle vittime di violenza domestica.
Inoltre, il mascolinismo contesta una disparità di trattamento giudiziario basata sul genere: ad esempio, si osserva che a parità di reato gli uomini ricevono pene il 63% più severe, mentre le donne hanno il doppio delle possibilità di non essere incarcerate, se colpevoli.
Questi concetti sono riassunti sotto la denominazione di sacrificabilità maschile.

### Educazione
Alcuni attivisti del mascolinismo suggeriscono la necessità di eliminare le classi a composizione mista (maschi e femmine), poiché ritengono che le scuole divise per genere siano migliori per il profitto scolastico dei ragazzi, basandosi su alcuni studi che suggeriscono che i ragazzi attirano maggiormente l'attenzione degli insegnanti in classe rispetto alle ragazze, risultando così nell'incorrere più di frequente in rimproveri, nonostante abbiano la medesima condotta delle ragazze.
Dal punto di vista mascolinista, questo risulta in un maggiore abbandono scolastico da parte maschile, rispetto alla controparte femminile.

### Occupazione
Il mascolinista Warren Farrell sostiene che gli uomini sono spesso assegnati a lavori che richiedono maggiore prestanza fisica e che comportano maggiore disagio psicofisico, venendo ad essere soggetti ad alta pericolosità in modo irragionevolmente sproporzionato.
I mascolinisti contestano che le donne possono andare in pensione prima e con meno anni di contributi rispetto agli uomini (ancora oggi in Italia e in diversi altri paesi) nonostante vivano, mediamente, cinque anni in più di essi.
Questo divario pensionistico ha portato l'Italia ad essere oggetto di una procedura di infrazione da parte dell'Unione Europea.

### Suicidio
I mascolinisti citano le statistiche dell'OMS che mostrano tassi di suicidio più alti negli uomini che nelle donne.
Gli uomini sono colpiti da suicidio fino al doppio rispetto alle donne, con 510 000 uomini all'anno che muoiono per suicidio.
Questi dati per i mascolinisti sono una contestazione all'affermazione sull'oppressione esclusivamente a danno femminile nella società.

### Diritti riproduttivi
Gli attivisti mascolinisti reclamano per il mancato riconoscimento dei diritti riproduttivi degli uomini. In particolare essi contestano che una madre può non riconoscere legalmente un figlio, mentre un padre non ha lo stesso diritto. I mascolinisti reclamano il diritto alla rinuncia legale alla paternità quale corrispettivo dell'interruzione di gravidanza da parte delle donne.
Per l'ordinamento italiano, un uomo che rifiuta di riconoscere il figlio può essere costretto ad effettuare un test del DNA, dove un rifiuto a sottoporsi al test comporta la presunzione di paternità.
Negli Stati Uniti, nel caso in cui un adolescente che abbia un'età inferiore a quella del consenso prevista nella nazione di residenza abbia rapporti sessuali con donne adulte (situazione che si configura come violenza sessuale in molti ordinamenti statali) dai quali derivi la nascita di un figlio, può essere chiamato ad ottemperare ai doveri di paternità, nonostante l'età.

### Mutilazioni genitali
I mascolinisti lamentano la poca attenzione dedicata a mutilazioni dei genitali maschili  - quali la circoncisione - rispetto a quelle femminili cui paragonano

## Reazioni

### Critiche al mascolinismo
Alcuni critici ritengono che il mascolinismo si concentri sulla presunta superiorità maschile o sull'esclusione delle donne, sebbene entrambi gli argomenti siano usati parallelamente da altri movimenti anti-femministi.
Alcuni mascolinisti credono che i ruoli di genere differenziati siano naturali. Vi sono alcune prove che le influenze sociali (ad esempio, la divisione del lavoro per genere, la socializzazione) sono la sola o principale origine della differenziazione di genere.
Alcune parti del movimento mascolinista utilizzano concetti provenienti dalla psicologia evolutiva. Essi teorizzano che l'adattamento durante la preistoria ha dato luogo a ruoli complementari, ma diversi per i due generi e che questo equilibrio è stato destabilizzato dal femminismo sin dagli anni sessanta.
Secondo alcuni autori femministi, il mascolismo è nato come movimento anti-femminista, come una risposta critica alle teorie ed alle pratiche femministe
Alcuni attivisti mascolinisti sono stati coinvolti nell'interruzione di eventi organizzati da femministe ed in rivendicazioni contro studiose femministe, giornalisti o attivisti.